# Die Toten von Salzburg – Wolf im Schafspelz
Die Toten von Salzburg – Wolf im Schafspelz ist ein österreichischer Fernsehfilm der Kriminalfilmreihe Die Toten von Salzburg aus dem Jahr 2019 von Erhard Riedlsperger. Die Erstausstrahlung im ORF erfolgte am 20. November 2019. Im ZDF wurde der Film erstmals am 1. April 2020 gezeigt.

## Handlung
In ihrem fünften gemeinsamen Fall untersuchen Major Peter Palfinger und Kriminalhauptkommissar Hubert Mur aus Traunstein einen Mordfall im Kapuzinerkloster Salzburg, wo Palfingers Bruder Sebastian die Beichte abnehmen möchte. Dabei findet er in der Klosterkirche eine Leiche. Bruder Jakob, der sich im Kloster um die Buchhaltung kümmerte, wurde mit einem Eisenkreuz erschlagen. Vom Erzbischof erfährt Palfinger, dass das Opfer kein echter Mönch war, sondern ein Kronzeuge im Zeugenschutzprogramm. Tristan Wolf war ein Banker aus München, der seine Kunden mit einem Ponzi-System betrogen hatte, sodass diese viel Geld verloren hatten. Nachdem das Opfer aus München war, fällt der Fall auch in die Zuständigkeit von Hubert Mur.
Der vermutet einen Zusammenhang mit einem seiner früheren Fälle. Damals wurde Sophie Wacker, Tochter von Andreas Wacker, dem Ausbilder und Förderer von Hubert Mur auf der Polizeiakademie, ermordet. Wolf war der Vorgesetzte von Sophie. Mur war auch damals für die Ermittlungen verantwortlich und verdächtigt Hermann Sturm, damals Sophie Wacker und nun Wolf drei Wochen vor Prozessbeginn ermordet zu haben. Wolf war Hauptbelastungszeuge im Prozess gegen Sturm. Palfinger lässt die DNA vom aktuellen Tatort mit der DNA vom Mordfall Sophie Wacker abgleichen, demnach handelt es sich in beiden Fällen um denselben Täter. Nachdem Mur Hermann Sturm aufgrund einer Provokation niedergeschlagen hat, wird er von seinem Vorgesetzten Thorsten Möller vom Fall abgezogen und in weiterer Folge vorläufig vom Dienst enthoben. Andreas Wacker erwirkt daraufhin beim Staatsanwalt in Hermann Sturms Villa eine Hausdurchsuchung.
In der Blutlache des Opfers findet sich ein Abdruck eines Damenschuhs. Dieser stammt von Rosa Wimmer, die im Kloster als Putzfrau arbeitet und von Bruder Jakob beim Diebstahl erwischt wurde und in der Folge von ihm erpresst wurde, er forderte von ihr sexuelle Gefälligkeiten. Wimmer wird damit vorübergehend zur Hauptverdächtigen. Tristan Wolf hatte in Salzburg erneut eine Investment-Plattform im Internet nach dem Ponzi-Schema gegründet, einer seiner Investoren war Klosterbruder Johannes Zauner, der seine Erbschaft verloren hatte und damit ebenfalls tatverdächtig ist. Bruder Johannes erzählt, dass er Wolf zur Salzburger Landesbank verfolgt hatte, wo Wolf im Tresorraum war. Von Johannes erhält Major Palfinger einen Schlüssel zu einem Schließfach. Aufgrund eines Flugtickets und einer Wohnung in der Nähe des Flughafens vermutet Palfinger, dass sich Wolf mit 3,5 Millionen Euro Bargeld aus dem Schließfach nach Macau absetzen wollte, weil mit diesem Land kein Auslieferungsabkommen besteht. Am Flughafen arbeitet seit einiger Zeit Andreas Wacker, Murs Ausbilder.
Mur und Russmeyer folgen den GPS-Koordinaten eines Mobiltelefons, das zuvor von Sturm aus einer Telefonzelle kontaktiert wurde, am Fundort des Handys wird Russmeyer angeschossen. Mur rettet ihr das Leben, indem er ihren Arm mit seinem Gürtel abbindet. Er verdächtigt auch hier Sturm als Täter. Auf den Aufzeichnungen einer Wildkamera in der Nähe des Tatortes finden sich Aufnahmen von Thorsten Möller mit einem Gewehr. Möller wird in der Folge festgenommen, Mur verdächtigt ihn von Sturm geschmiert worden zu sein.
Nachdem Russmeyer und Palfinger Andreas Wacker zu seiner Beziehung zu Wolf befragen möchten, weigert sich Wacker das Haus zu verlassen und droht sich selbst zu erschießen. Er erzählt Mur, dass er Wolf zufällig am Flughafen getroffen hatte. Mur vermutet zunächst, dass Wacker Wolf ermordet hatte, weil er schuld am Tod seiner Tochter war. Wacker dagegen gesteht, dass er selbst schuld am Tod seiner Tochter war. Bei einem Streit zwischen ihm und seiner Tochter schlug diese mit dem Hinterkopf auf und erlag ihren Verletzungen. Wolf habe einen schlechten Einfluss auf seine Tochter ausgeübt, die damals gemeinsam Kundengelder veruntreut hatten. Nachdem Wacker Wolf zufällig am Flughafen getroffen hat, habe er persönlich Rache an ihm geübt.
Nebenhandlung
Nachdem Major Peter Palfinger und seine Freundin Angela Doll beschließen, in einer gemeinsamen barrierefreien Wohnung zusammenzuziehen, erzählt sie ihm, dass sie ein Jobangebot aus Boston erhalten hat. Prälat Sebastian Palfinger wird von Eva Plank verfolgt, sie gibt an, von ihm schwanger zu sein. Nachdem Plank das Kind verliert, gesteht sie, Prälat Palfinger als Vater angegeben zu haben, weil er der beste Vater für ihr Kind gewesen wäre. Prälat Palfinger erzählt seinem Bruder, dass er überlegt sein Amt niederzulegen, weil der Vorfall seinen Wunsch nach einer eigenen Familie wiedererweckt hat. Außerdem kommen sich Mur und seine von ihm getrennt lebende Frau nach dem Schuss auf ihn und Russmeyer wieder näher.

## Produktion

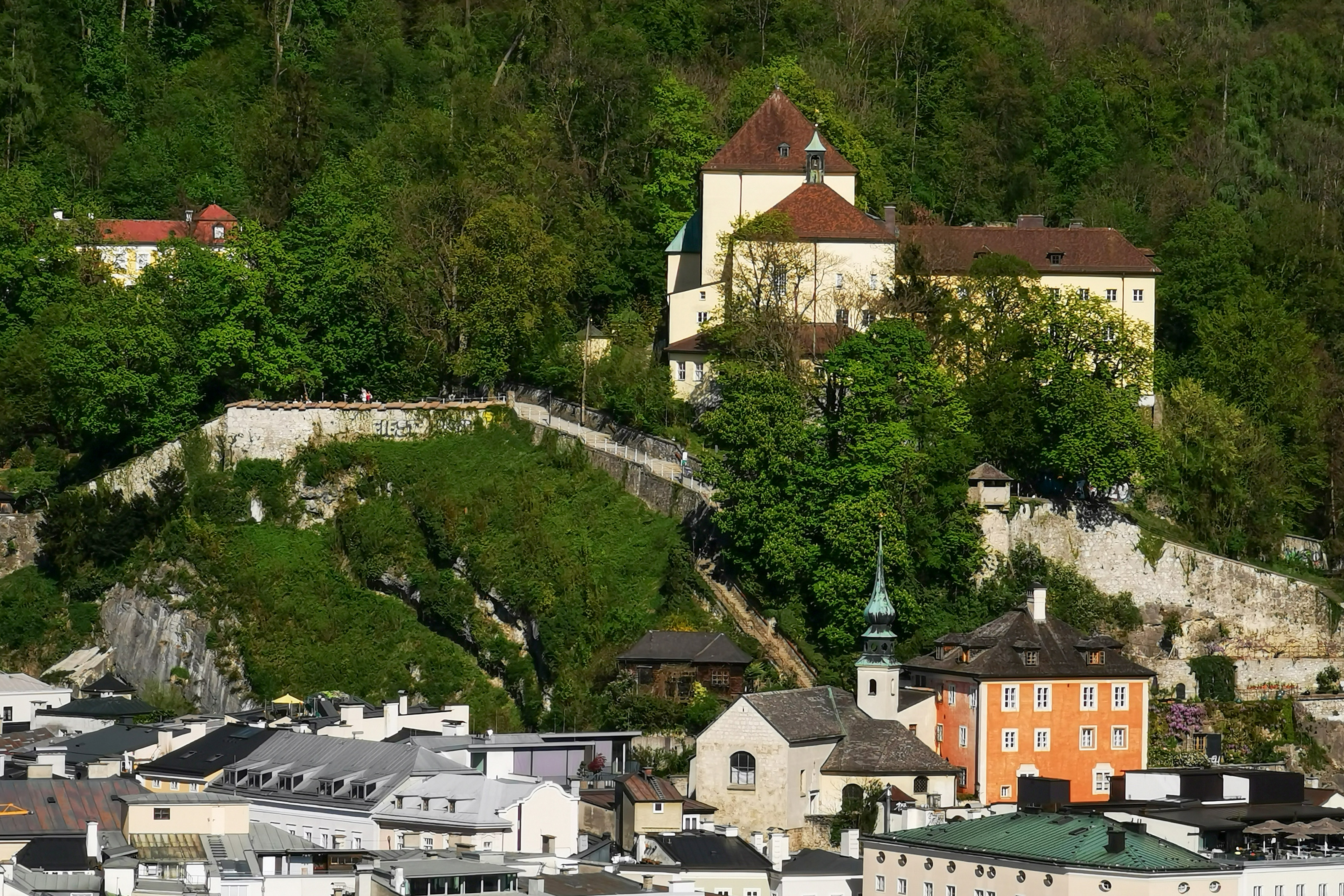
Einer der Drehorte: das Kapuzinerkloster Salzburg

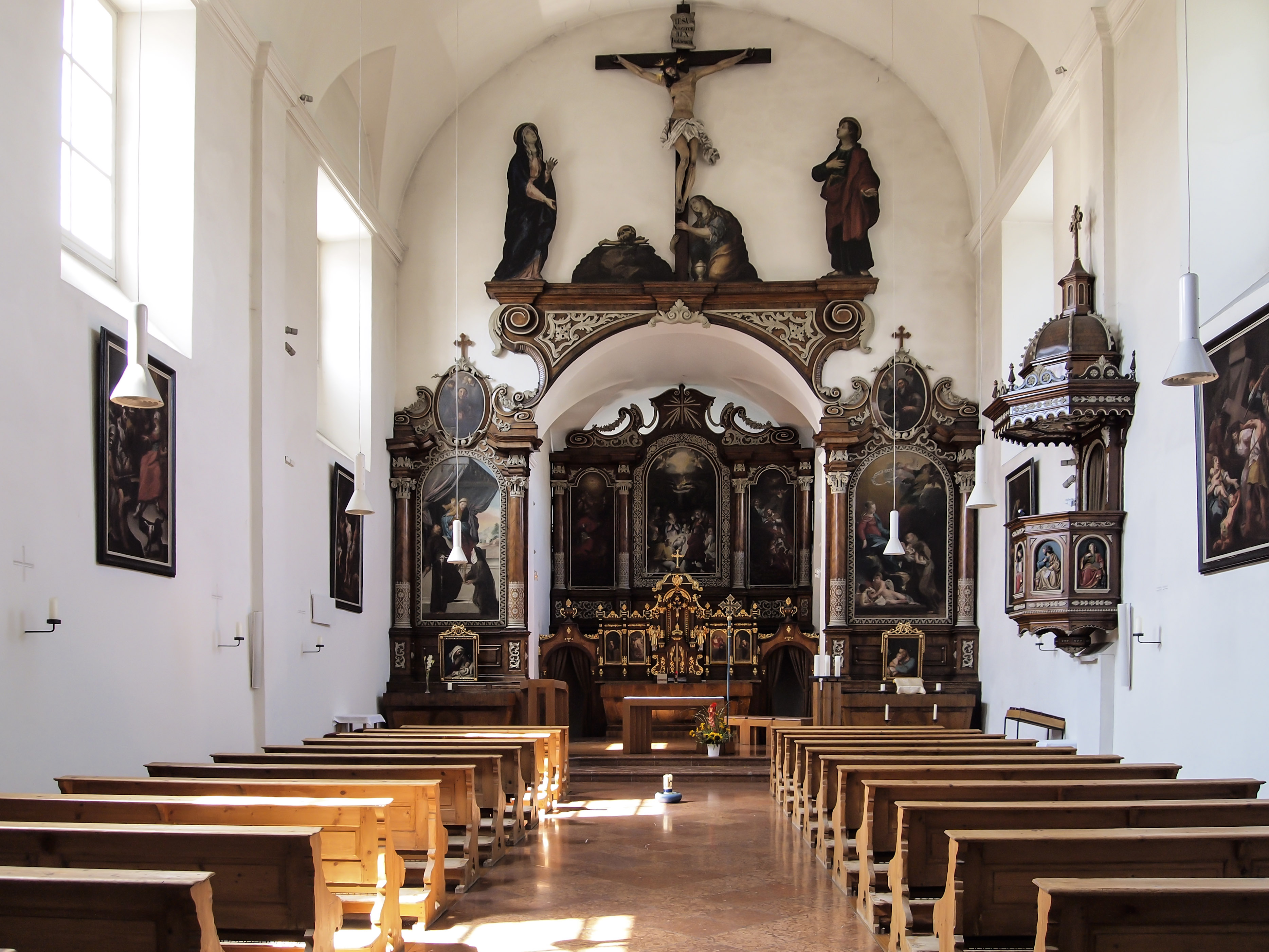
Einer der Drehorte: die Klosterkirche des Kapuzinerklosters

Die Dreharbeiten fanden gemeinsam mit denen zum vierten Teil Mordwasser vom 14. Juni bis zum 15. August 2018 in Salzburg und Umgebung statt. Drehort war unter anderem das Kapuzinerkloster Salzburg am Kapuzinerberg.
Produziert wurde der Film von der Satel Film GmbH, beteiligt waren der Österreichische Rundfunk und das ZDF, unterstützt wurde die Produktion vom Fernsehfonds Austria, dem Land Salzburg und der Stadt Salzburg. Für das Kostümbild zeichnete Christoph Birkner verantwortlich, für das Szenenbild Rudi Zettl und für den Ton Axel Traun.

## Rezeption

### Kritiken
Tilmann P. Gangloff befand auf tittelbach.tv, dass sich die fünfte Episode der Reihe auch gut als Thriller hätte verfilmen lassen. Der Film sei anders als die ersten Filme zwar kein Schmunzelkrimi, aber stellenweise durchaus witzig. Die rundum gelungene Gesamtqualität habe auch mit der Eingespieltheit der Teams vor und hinter der Kamera zu tun. Kleine heitere Momente wirkten nie wie ein Vorwand, damit die Nebendarsteller auch was zu tun haben.
Laura Friedrich schrieb auf Quotenmeter.de, dass die schlagfertigen Neckereien zwischen dem bayerischen und dem österreichischen Kollegen, die die Reihe üblicherweise humorvoll auflockerten, in dieser Ausgabe recht sporadisch ausfielen. Etwas zu hektisch und kompliziert kläre der fünfte Teil der Reihe zwei Mordfälle auf einmal auf und spare dabei weder an Verdächtigen noch an unerwarteten Wendungen. Die Schauspieler leisteten gute Arbeit und werteten somit die teils etwas trockene Handlung auf.
Ähnlich urteilte Matthias Hannemann in der Frankfurter Allgemeinen Zeitung: „Fromme Unterhaltung, verlässlich gestemmt von einem Ermittlergespann, das diesmal fast zu freundlich miteinander umgeht, ohne den Pfeffer, mit dem manche der ersten Folgen bestachen.“

### Einschaltquote
Den Film verfolgten bei Erstausstrahlung im ORF durchschnittlich 879.000 Zuseher, dies entsprach einem Marktanteil von 30 Prozent.
In Deutschland sahen den Film bei Erstausstrahlung im ZDF 6,58 Millionen Personen, der Marktanteil betrug 19,3 Prozent.